# Kościół św. Grzegorza Wielkiego na Magliana Nouva
Kościół św. Grzegorza Wielkiego na Magliana Nouva (wł. Chiesa di San Gregorio Magno alla Magliana Nuova) – rzymskokatolicki kościół tytularny w Rzymie. 
Świątynia ta jest kościołem parafialnym parafii św. Grzegorza Wielkiego oraz kościołem tytularnym.

## Lokalizacja
Kościół znajduje się w XI dzielnicy Rzymu – Portuense (Q XI) przy Piazza Certaldo 85.

## Patron
Patronem świątyni jest św. Grzegorz Wielki – papież i Ojciec Kościoła żyjący w VI/VII wieku.

## Historia
Kościół został zbudowany w 1963 roku według projektu Aldo Aloysi.

## Architektura i sztuka

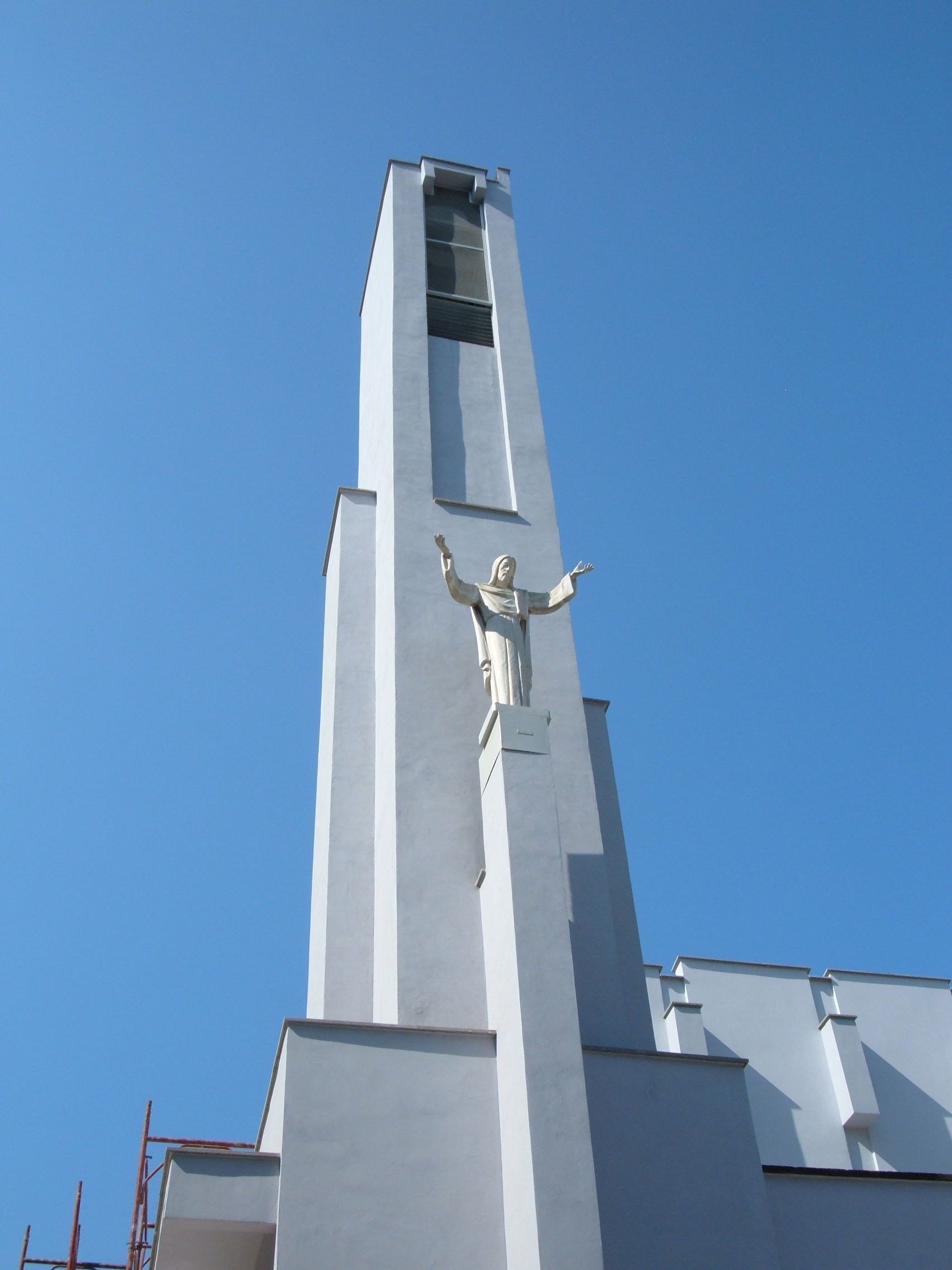
Dzwonnica

Kościół zbudowano z żelbetu. Na dzwonnicy umieszczono figurę Chrystusa.
W ścianie za ołtarzem umieszczono parę szczelinowych witraży. Na tej ścianie zawieszono drewniany posąg zmartwychwstałego Chrystusa, poniżej znajduje się ośmiokątne tabernakulum.

## Kardynałowie prezbiterzy
Kościół św. Grzegorza Wielkiego na Magliana Nouva jest jednym z kościołów tytularnych nadawanych kardynałom-prezbiterom (Titulus Sancti Gregorii Magni in Magliana Nova). Tytuł ten został ustanowiony 21 lutego 2001 roku przez papieża Jana Pawła II.
- Geraldo Majella Agnelo (2001 – 2023)